# Oruchuban Ebichu
Oruchuban Ebichu (jap. おるちゅばんエビちゅ) ist der Titel eines japanischen Yonkoma-Manga von Risa Itō sowie einer darauf basierenden Anime-Fernsehserie, die Teil der Anime Ai no Awa Awa Hour (アニメ愛のあわあわアワー) ist.

## Handlung
Hauptdarstellerin der Geschichte ist eine Hamsterdame namens Ebichu, welche von ihrem „Frauchen“ (von Ebichu fälschlicherweise „Goshujin-chama“ genannt) für günstige 1000 Yen plus 3 % MwSt. (im Anime 5 %) erworben wurde. Der wahre Name von Ebichus „Frauchen“ wird während der gesamten Serie nicht genannt, ebenso wenig wie jener ihres Liebhabers, der von Ebichu schlicht als „Nichtsnutz“ (Kaishō-nashi als Kaisho-nachi ausgesprochen) bezeichnet wird. Im späteren Verlauf der Serie zieht das Pärchen zusammen.
Das gemeinsame Leben dieser drei Figuren bildet die Grundlage der Handlung, während sporadisch auftauchende Nebenfiguren sowie ein charakteristisch-satirischer (und recht gewagter) Humor den weiteren Reiz der Serie ausmachen.

## Charaktere
- Ebichu (エビちゅ)
Die Protagonistin der Serie – eine (günstig erstandene) Hamsterdame, deren erklärtes Ziel es ist, ihr Frauchen glücklich zu machen. Der Serie zufolge wiegt Ebichus Gehirn etwa drei Gramm, weshalb sie selten dazu neigt, ihre gut gemeinten Taten zu überdenken.
Ebichu erledigt praktisch alle Arbeiten im Haushalt ihres Frauchens. Ihre großen Vorlieben sind Camembert und Eiscreme.
Ihr Name stammt von der Biermarke Yebisu Beer der Brauerei Sapporo Beer, wobei das su am Ende des Wortes Ebichus Aussprache gemäß zu chu umgewandelt wurde.
- Ebichuman Ebichuman ist die „Verwandlung“ von Ebichu und sie/er dient als Personal sexual Saver in der Sendung.
- Frauchen (ご主人ちゃま, Goshujin-chama, korrekt: „Goshujin-sama“)
Der tatsächliche Name von Ebichus Besitzerin, einer 28-jährigen, nicht verheirateten Office Lady (25 Jahre in der Zeichentrickserie), findet weder im Manga noch in der Serie Erwähnung. Sie führt eine in jeder Hinsicht leidenschaftliche Beziehung mit dem „Nichtsnutz“. Sie trägt Kontaktlinsen oder eine Brille. Sie stammt aus Kyūshū, was in der Serie gelegentlich thematisiert wird.
- Nichtsnutz (かいしょなち, Kaisho-nachi, korrekt: „Kaishō-nashi“)
Auch der wahre Name des Partners von Ebichus Frauchen wird in der Handlung an keiner Stelle erwähnt. Dem Titel „Nichtsnutz“, mit dem Ebichu ihn bezeichnet, macht er allerdings alle Ehre: Neben Sex und Pachinko schätzt er es besonders, auf Kosten von Ebichus Besitzerin Geld zu verprassen. Höchst selten lässt er durchblicken, dass ihm auch jenseits dieser Dinge noch etwas an seiner Partnerin liegt. Gelegentlich scheint er an Potenzproblemen und Haarausfall zu leiden.
- Mā-kun (マァくん)
Ein Freund und Arbeitskollege des Nichtsnutzes. Er ist buchstäblich in Ebichu verliebt und fühlt sich sexuell zu ihr hingezogen (was des Öfteren in humoristischen Traumsequenzen verdeutlicht wird).
- Fräulein Hanabatake (花畑さん, Hanabatake-san)
Eine Freundin von Ebichus Besitzerin. Ihr tatsächlicher Name lautet Watanabe. Sie ist eine überaus talentierte Köchin und Hausfrau und kümmert sich im Krankheitsfall aufmerksam um das Frauchen. Ihr Spitzname Hanabatake (dt. „Blumenfeld“) stammt von Ebichu selbst, welche Fräulein Watanabe stets von Blüten umkränzt sieht. Im Manga wird oft darauf hingedeutet, dass sie mit ihren Vorgesetzten regelmäßig Verhältnisse hat.

## Konzeption
Oruchuban leitet sich aus dem falsch ausgesprochenen Orusuban ab, das wörtlich „sich um den Haushalt kümmern, aufs Haus aufpassen“ bedeutet. Damit weist bereits der Titel auf die Hauptaufgabe von Hamsterdame Ebichu hin.
In den Folgen tauchte immer wieder ein Spielautomat auf, der drei Hiragana-Zeichen darstellen kann. Die ersten beiden Zeichen waren immer ma (ま) und n (ん) denen ein zufälliger Buchstabe folgte und den Zuschauer immer wieder dazu verführte sich vorzustellen, dass das letzte Zeichen ein ko (こ) sein würde. Zusammen ausgesprochen ergibt dies manko, was im japanischen Slang das weibliche Geschlechtsteil bezeichnet. Um die Auflagen des japanischen Fernsehens zu erfüllen wurde das Wort manko in den Dialogen ausgeblendet, was bei der später erschienenen DVD-Ausgabe nicht der Fall war.

## Entstehung und Veröffentlichungen

### Manga
Der Manga, welcher von Risa Itō geschrieben und gezeichnet wurde, erschien von 1990 bis 2007, zunächst in der Wochenzeitschrift Giga/Shan (ギガ/Shan) des Verlags Shufu to Seikatsusha, später in Futabashas Action Pizazz, die am 19. September 2007 das letzte Kapitel der Serie druckte. Der Manga ist separat in 15 Sammelbänden (Tankōbon) als Perfect-han Oruchuban Ebichu (ぱあふぇくと版 おるちゅばんエビちゅ, Pāfekuto-han Oruchuban Ebichu) erschienen.

### Anime
Die Idee zur Verfilmung geht auf die Zeit von Gainax’ Neon Genesis Evangelion zurück. Während der Aufnahmen las die Sprecherin Kotono Mitsuishi den Manga, worauf das Studio auf ihn aufmerksam wurde. In Episode 9 trinkt Mitsuishis Rolle auch Yebichu Beer mit einem Hamster auf dem Label.
Im Jahr 1999 wurde die 24 Kurzfolgen umfassende Anime-Fernsehserie Oruchuban Ebichu im Auftrag von Gainax durch Group TAC animiert, die vom 1. August 1999 bis zum 1. Oktober 1999 zusammen mit anderen Serien in einem gemeinsamen Format auf dem Sender DirecTV Japan (einer Tochter von DirecTV) gezeigt wurden. Kotono Misuishi erhielt dabei die titelgebende Hauptrolle.
Der Anime basiert auf der Manga-Vorlage von Risa Itō, welche von Genki Yoshimura in Kurzform gebracht wurde. Regisseurin Makoto Moriwaki war für die Verfilmung der Handlung verantwortlich. Die künstlerische Leitung übernahm dabei Satoshi Miura, der mit der Charakter-Designerin Sachiko Ōhashi und der Farbdesignerin Eiko Sekine zusammenarbeitete. Die Serienmusik stammt von Minami-Karasuyama Roku-chōme Production (南鳥山六丁目プロダクション).

#### Synchronisation
| Rolle      | japanischer Sprecher (Seiyū) |
| ---------- | ---------------------------- |
| Ebichu     | Kotono Mitsuishi             |
| Frauchen   | Michie Tomizawa              |
| Nichtsnutz | Tomokazu Seki                |
| Mā-kun     | Mitsuo Iwata                 |
| Erzähler   | Andy Holyfield               |

#### Musik
Der Vorspanntitel der Serie ist Nanda Kana von Kotono Mitsuishi, als Abspannlied verwendete man Kumo kumo ga kenikon mata keyafu (くもくもがけにこんまたけやふ) von Minami Karasuyama Choume Production.